# PowerNow!
PowerNow! es una tecnología de automatización de la frecuencia de la CPU y de ahorro de energía de los procesadores de AMD usados en computadores portátiles. La velocidad de reloj de la CPU y el voltaje de esta es automáticamente reducido cuando el computador esta en bajo uso o en espera, para ahorrar la energía de la batería, reducir la temperatura y el ruido provocado. El tiempo de vida de la CPU se extiende ya que al funcionar a menor frecuencia prolonga su tiempo de uso.
Esta tecnología tiene un concepto similar al SpeedStep de Intel. La adaptación del PowerNow! para computadores de mesa es llamada Cool'n'Quiet. También los microprocesadores Opteron usan una adaptación del PowerNow! llamada Optimized Power Management.

## Procesadores que utilizan PowerNow!
- K6-2+
- K6-III+
- Athlon - algunos modelos.
- Athlon 64
- Sempron
- Turion 64 y Turion 64 X2